# Full Metal Yakuza
Full Metal Yakuza (FULL METAL 極道?, Full Metal gokudō) è un film del 1997, diretto da Takashi Miike.
È il venticinquesimo film diretto dal regista giapponese. Inizialmente realizzato per il V-Cinema e distribuito direttamente in home video, con gli anni è divenuto un cult movie grazie alla fama controversa di Takashi Miike.

## Trama
Kensuke Hagane (Tsuyoshi Ujiki) è un timido e maldestro ragazzo che vorrebbe diventare uno yakuza. Il suo eroe è Tosa (Takeshi Caesar), uno spietato yakuza armato di una katana. Questi compie una strage davanti alla propria ragazza e viene arrestato. Dopo sette anni Tosa esce dal carcere e ritrova Hagane, sempre più imbranato e disperato. I due vengono attirati in una trappola e uccisi. Uno scienziato pazzo compra al mercato nero i cadaveri dei due e ricostruisce in laboratorio il corpo di Hagane, trapiantandogli il cuore di Tosa. Risvegliatosi, Hagane si ritrova a mangiare solo metallo e decide di vendicare Tosa, uccidendo coloro che hanno attuato l'agguato. Hagane incontra anche la ragazza di Tosa, che però viene catturata dalla yakuza e ferocemente torturata.

## Collegamenti ad altre pellicole
- Il titolo del film è un riferimento a Full Metal Jacket, diretto da Stanley Kubrick nel 1987.